# Erinus
- Commons
- Wikispecies

Erinus L. é um género botânico pertencente à família Plantaginaceae. Tradicionalmente este gênero era classificado na família das Scrophulariaceae.

## Espécies
| - Erinus africanus - Erinus alpinus - Erinus americanus - Erinus aethiopicus - Erinus bilabiatus - Erinus campanulata - Erinus capensis - Erinus europaeus - Erinus fragrans - Erinus frutescens - Erinus glabratus - Erinus gracilis | - Erinus hispanicus - Erinus humilis - Erinus incisus - Erinus laciniatus - Erinus lanceolatus - Erinus lychnideus - Erinus maritimus - Erinus olivana - Erinus patens - Erinus peruvianus - Erinus portulacaster - Erinus procumbens | - Erinus pulchellus - Erinus selaginoides - Erinus simplex - Erinus thiabaudii - Erinus tomentosus - Erinus tristis - Erinus umbellatus - Erinus verticillatus - Erinus villosus - Erinus viscosus |

- Lista completa

## Classificação do gênero
| Sistema | Classificação                        | Referência               |
| ------- | ------------------------------------ | ------------------------ |
| Linné   | Classe Didynamia, ordem Angiospermia | Species plantarum (1753) |